# Wilhelm Löhe

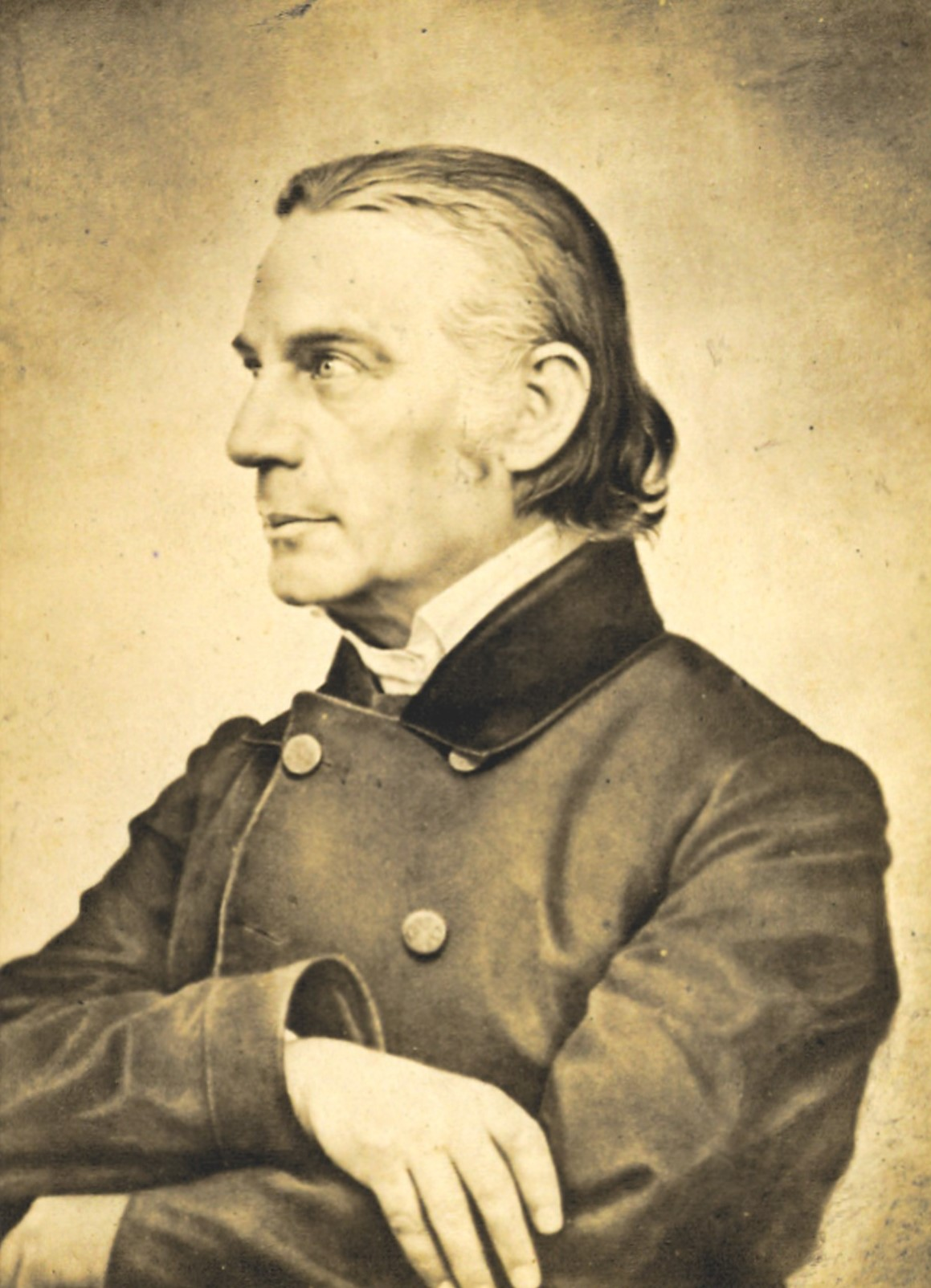
Wilhelm Löhe

Johann Konrad Wilhelm Löhe (* 21. Februar 1808 in Fürth; † 2. Januar 1872 in Neuendettelsau) war ein deutscher evangelisch-lutherischer Theologe. Wegen der Gründung eines Mutterhauses für Diakonissen wurde er als fränkischer Diakonissenvater bekannt. Durch seine Schriften hat er zur Profilierung der Lutherischen Kirche beigetragen.

## Leben

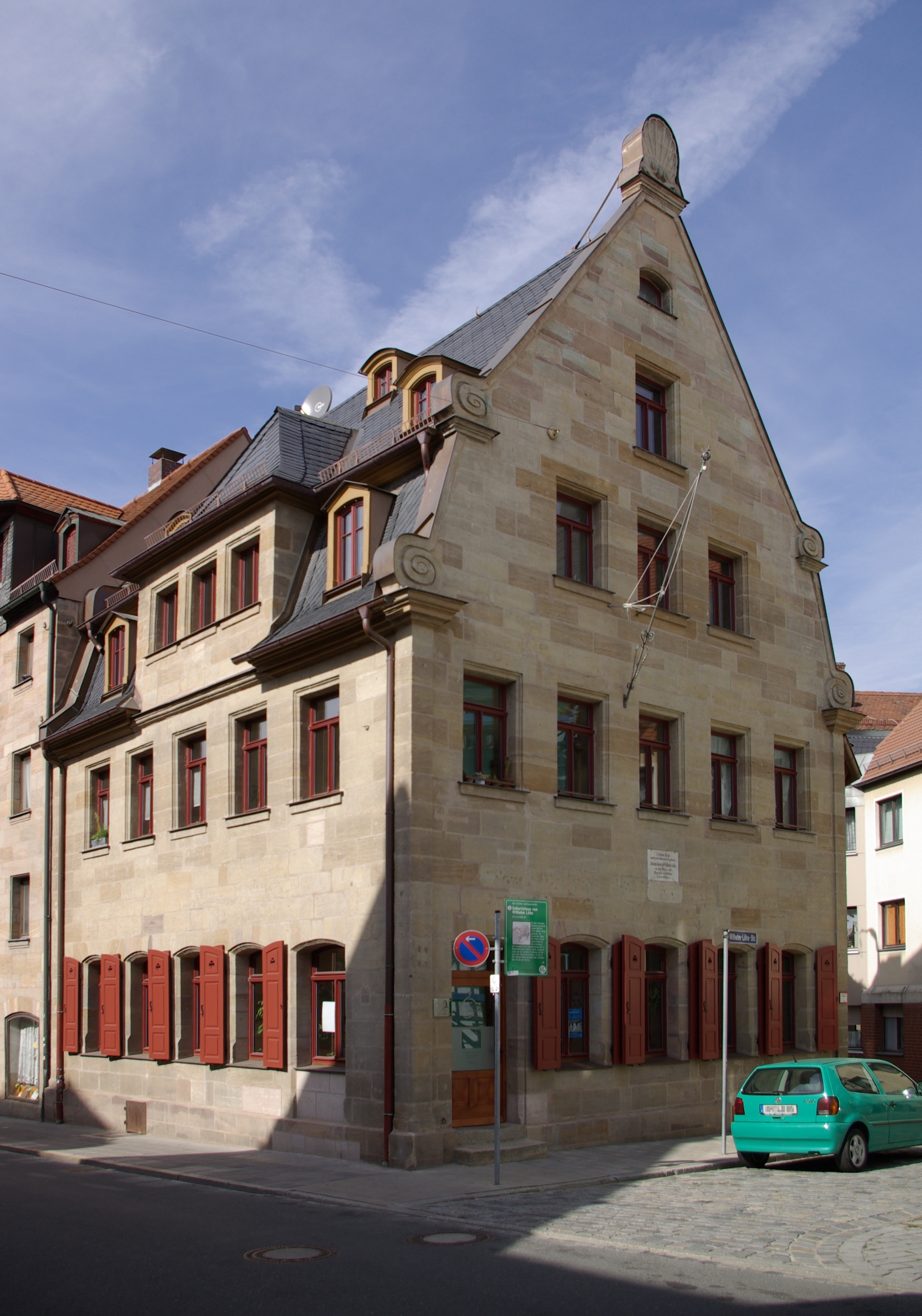
Löhes Geburtshaus in der Königstraße 27 in Fürth, 2010

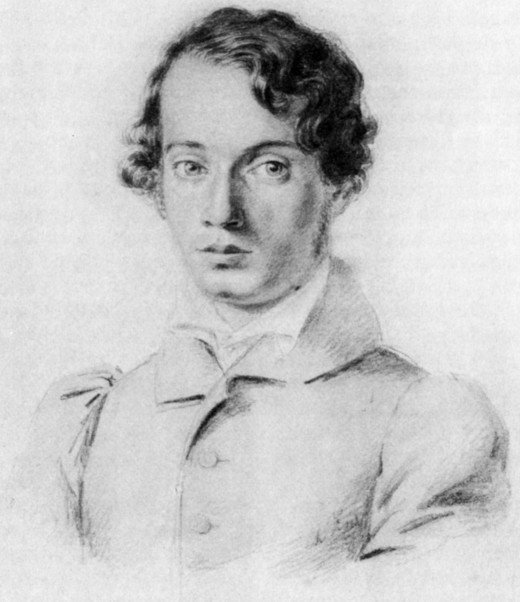
Wilhelm Löhe im Alter von 25 Jahren

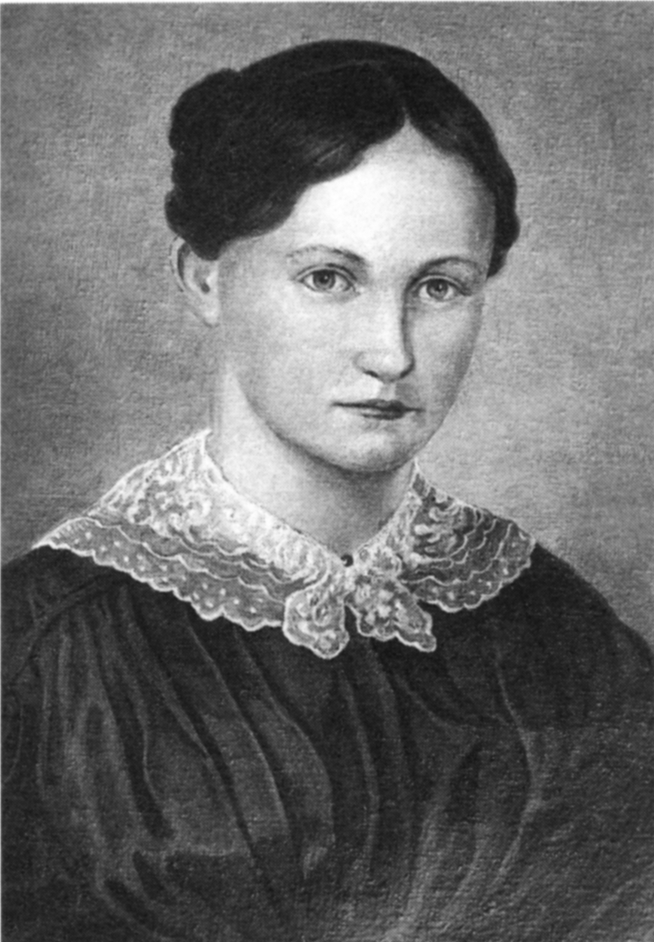
Helene Löhe

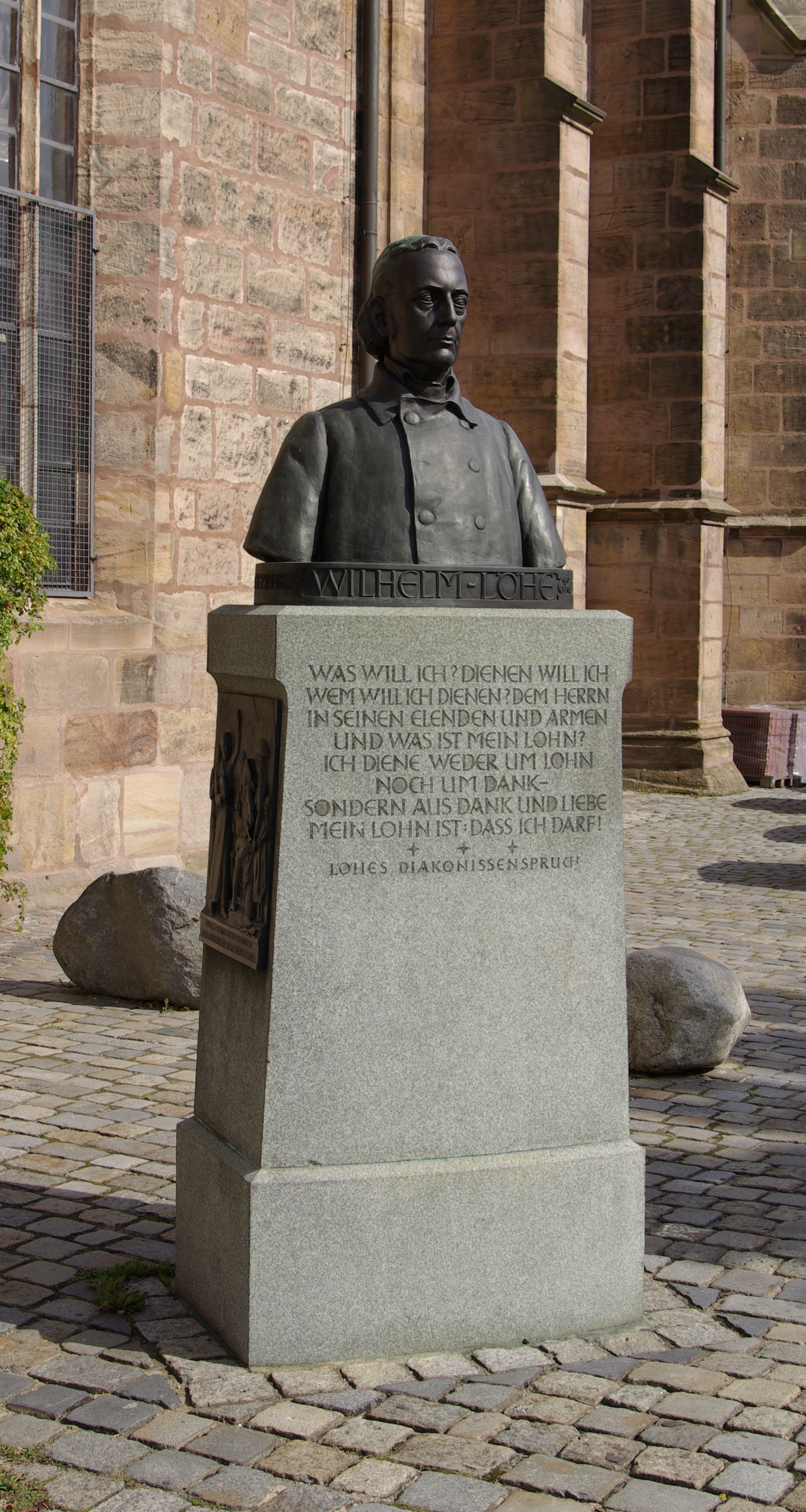
Wilhelm-Löhe-Denkmal von Johannes Götz auf dem Kirchenplatz in Fürth, 2010

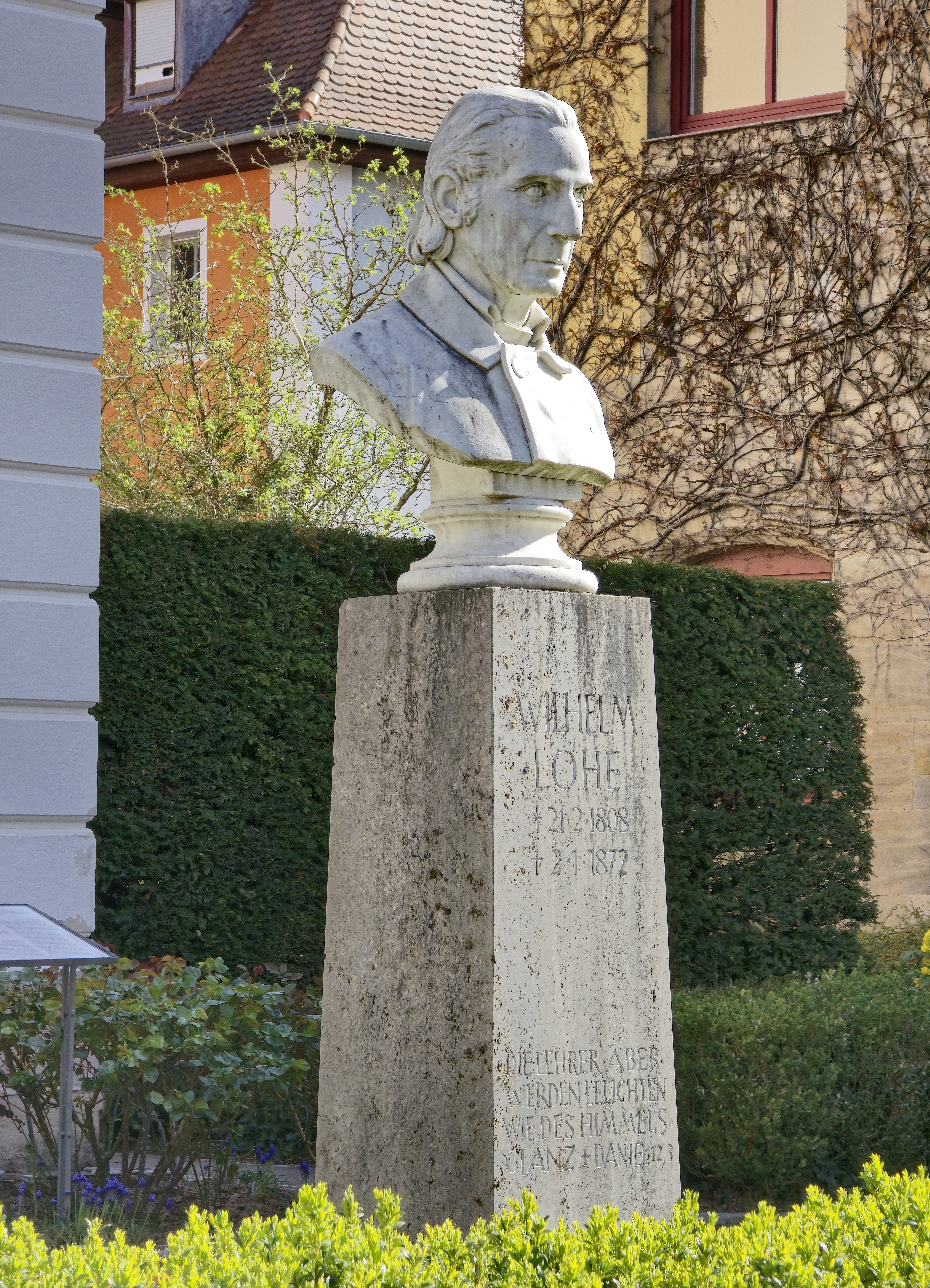
Wilhelm-Löhe-Denkmal in Neuendettelsau

Wilhelm Löhes Eltern waren der Kaufmann Johann Löhe (1764–1816) und Barbara Maria (geborene Walthelm, 1770–1853), die sich 1789 verheirateten. Aus dieser Ehe gingen dreizehn Kinder hervor, wovon sieben im Kindesalter verstarben. Bei seiner Geburt hatte er vier ältere Schwestern (Anna, Lisette, Barbara Conradina und Dorothea), nach ihm wurde noch sein Bruder Max geboren. Sein Vater starb früh, die Mutter erzog das Kind im Geist des Pietismus. Mit der Schulzeit in Nürnberg kam der als einsames Kind beschriebene Löhe erstmals in Kontakt mit dem Gedankengut der Aufklärung. 1826 studierte Löhe Evangelische Theologie in Erlangen, wo ihn vor allem Christian Krafft und Karl von Raumer beeinflussten. Anfangs war er Mitglied der Burschenschaft der Bubenreuther, wurde aber wegen häufiger Abwesenheit bald wieder ausgeschlossen. In Erlangen lernte er durch David Hollaz  das Luthertum kennen. Die wichtigste Lektüre jener Zeit war für Löhe Thomas von Kempens Von der Nachfolge Christi. Es ist möglich, dass er sich schon damals vom herrschenden Rationalismus abwandte.
1828 studierte Löhe ein Semester in Berlin und besuchte unter anderem die Vorlesungen von Friedrich Schleiermacher und Georg Hegel. Beide Denker blieben ihm jedoch fremd, wie er später schreibt. 1829 kehrte er aus familiären Gründen zurück nach Erlangen und bestand dort 1830 sein Examen. Bei der Ordination 1831 empfand er sich bereits als ein bekenntnistreuer Lutheraner.
In den folgenden Jahren wechselte Löhe als Vikar und Pfarrverweser mehrfach die Pfarrstelle. So war er in Nürnberg, Behringersdorf, Lauf, Altdorf, Bertholdsdorf und Merkendorf. Er beschäftigte sich vor allem mit Fragen des Abendmahls und der Kirchenverfassung und nahm Anteil am Kampf der schlesischen Altlutheraner gegen die preußische Union.
Ab 1837 war er Pfarrer in Neuendettelsau; seine spätere Frau Helene Andreae (1819–1843) hatte er vorher in Nürnberg kennengelernt und im Juli 1837 geheiratet. In Neuendettelsau war Löhe im Geiste des Neuluthertums tätig.

## Theologische Akzente
Die 1845 erschienenen Drei Bücher von der Kirche belebten im entstehenden Neuluthertum die Diskussion um das Wesen von Kirche. Schon 1847 veröffentlichte der Erlanger Franz Delitzsch seine Vier Bücher von der Kirche explizit in Bezug auf das Löhe-Werk. Löhe ging es, wie er Delitzsch schreibt, in seinem Buch darum, „[...] in der Zerrissenheit der Kirche denjenigen Fleck aufzuzeigen, wo die Wahrheit ihr völligstes Zeugnis gibt“ Und: „[...] in den Bekenntnissen unserer Väter [haben wir] [...] den historischen Boden wieder gefunden [...], auf welchem wir fortschreiten können.“ Die lutherische Kirche aber ist dabei die einigende „Mitte der Konfessionen“.
Löhe wandte sich gegen einen Unionismus in der Evangelischen Kirche; er unterschied stark zwischen reformiert und lutherisch. Einer seiner Biographen, Friedrich Wilhelm Kantzenbach, hat auf Missverständlichkeiten hingewiesen. Löhes Ekklesiologie beispielsweise mit einer an Cyprian angelehnten Forderung, dass „jeder, welcher zur unsichtbaren Kirche zu gehören wünscht, auch zur sichtbaren gehören müsse“, blieb nicht unbestritten. Schließlich geriet Löhe mit seinem Verständnis vom Amt, das er als begründenden Ausgangspunkt der Gemeinde, nicht als ihr Resultat ansah, dann mit einem Teil seiner in die USA ausgewanderten Schüler und mit Oberkonsistorialpräsident Adolf Harleß aneinander – wurde von diesem aber insgesamt verstärkt in die Kirche eingebunden.
In praktischer Konsequenz versuchte Löhe, die altlutherische Liturgie wiederzubeleben, akzentuierte den Begriff der Kirchenzucht neu und griff selbst (und auch mittels seiner zunehmenden Anhängerschar) oft in das kirchenpolitische Tagesgeschehen ein. So wird auf ihn die ab 1853 bestehende Selbstbezeichnung der evangelischen Kirche Bayerns als „evangelisch-lutherisch“ zurückgeführt (Schumann).

## Seine Sicht auf Frauen
Sein liebendes Dienen als Diakonissenvater und die Gründung der Anstalt in Neuendettelsau sowie deren Aufbau und Erweiterung ist eines der prägendsten Projekte Löhes. Durch seine eigenen vielen Schicksalsschläge, seiner Vergangenheit und seiner Herkunft „will [er] Frauen eine Ausbildung und einen eigenständige[n] Beruf(e) geben. Dieses Anliegen ist revolutionär und emanzipatorisch“. Hinzu kommt, dass der Seelsorger sich für das Erreichen seines fürsorglichen Handelns einsetzt. Zunächst wird sein besonderes Verhältnis zur Frau näher betrachtet, dieses ist geprägt von seiner Ehefrau Helene. Für ihn haben Männer und Frauen, vor allem seine Diakonissenschwestern, dasselbe Ziel zum Besten zu streben. Mann und Frau gehen „Hand in Hand demselben ewigen Leben entgegen“. Jedoch beschreibt der Pfarrer die Beziehung von ihnen folgendermaßen: „Er ist Herr – sie ist Gehilfin des Herrn, ihres Mannes“. Das bedeutet, dass die Frauen den Männern untergeordnet sind und sich dieser Rolle bewusst sein müssen. Allerdings spielt es für den Geistlichen keine Rolle, ob die Frau verheiratet oder ledig ist, da beide im „Dienst für Christus“ handeln. Bei der Ehefrau bezieht sich es auf ihre familiäre Position und bei der Alleinstehenden auf ihre Pflege für alte und kranke Menschen. Der Theologe wertet unverheiratete Frauen auf. Aus Sicht der Diakonissenschwestern stellt Löhe eine große Bereicherung dar und sie loben sein Auftreten. Seine Besonderheit ist es jede Frau individuell zu unterstützen und ihr zu helfen. Der Diakonissenvater hat eine große Bedeutung als Seelsorger für seine Schülerinnen und ist ihr „unentbehrliche[r] Beichtvater“. Manche Diakonissenschwestern stehen ihm auch kritisch gegenüber aufgrund seiner strikten, aber doch sprunghaften Art. Allerdings ist und bleibt er ihr „richtung[s]weisende[r] Vater“. Positiv auf ihr Verhältnis wirkt sich seine Bereitschaft ihre Kritik anzunehmen und Verständnis gegenüber ihnen zu zeigen. Sein Ziel ist es, „vorhandene Fähigkeit[en] zu weiblich-christlichem Liebesdienst“ der Diakonissen weiter zu prägen und den Frauen eine kirchliche und vielfältige Ausbildung zu ermöglichen. Wilhelm Löhe achtet immer darauf, dass die Bildung der Diakonissen zu den liturgischen Ansprüchen der lutherischen Kirche passt, sie Mitschriften führen und sich finanzielles Wissen und praktisches Geschick aneignen. Außerdem ist er sich sicher, dass er nur Frauen aufnehmen will, die freiwillig kommen und interessiert sind. Für ihn spielt es keine Rolle, ob die Frauen danach wieder zu ihren Familien zurückkehren oder weiter als Diakonissenschwestern arbeiten.

## Praktische Arbeit

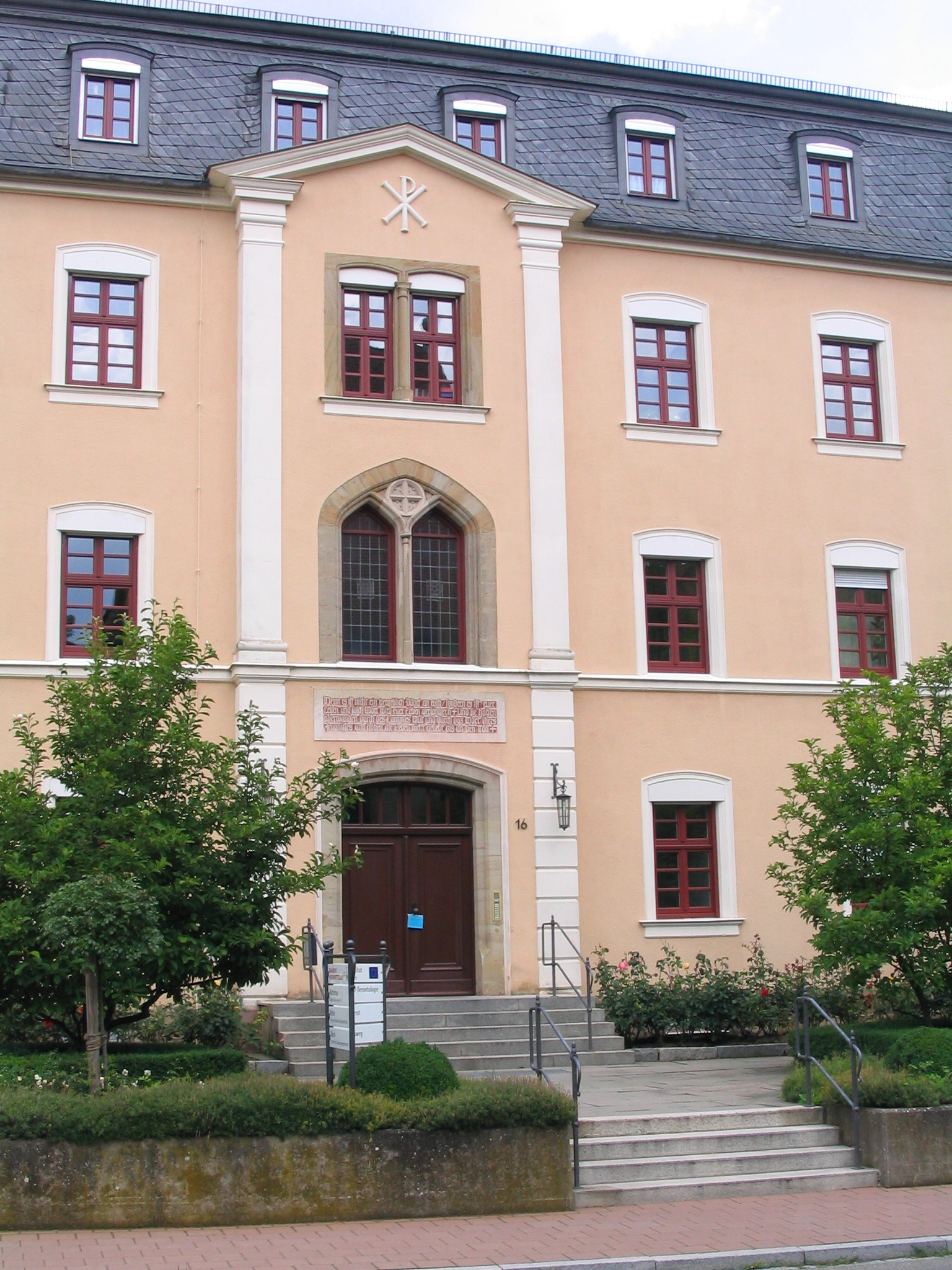
Das Neuendettelsauer Mutterhaus

Löhe wurde gleichzeitig mit Theodor Fliedner Begründer einer lutherischen Mission. Seit 1841 wurden dort Missionare für die Seelsorge der nach Nordamerika Auswandernden ausgebildet. So hat er Einfluss auf die kirchliche Prägung der Neuen Welt genommen.
1853 wurde die Ausbildung von Frauen in der Diakonie eingeführt, um Frauen in sozial schwieriger Lage eine Möglichkeit zu eröffnen. Durch die Diakonissen konnten personell problematische (vor allem dörfliche) Regionen nun besser versorgt werden.
1854 wurde dem ein Lutherischer Verein für weibliche Diakonie zur Seite gestellt, der vor allem Mädchen und Frauen ansprechen sollte, die den radikalen Schritt zur Diakonisse nicht gehen wollten. Das Neuendettelsauer Mutterhaus entwickelte sich schnell auch zur geistigen Heimat der dort Ausgebildeten. Die Diakonie Neuendettelsau besteht bis heute.
Löhes Ansätze – Gründung eines Vereins für ein apostolisches Leben oder der Versuch, eine bischöflich-brüderliche Kirche in lutherischem Geist zu begründen – ließen sich so nicht umsetzen. Ergebnis dieser Bemühungen war aber die 1849 ins Leben gerufene und bis heute bestehende Gesellschaft für Innere und Äußere Mission. Die Gründung der „Gesellschaft“ erfolgte mit dem Ziel, entschiedene Christen zu sammeln und ihnen zu einem Leben in der Nachfolge Jesu zu verhelfen. Christen sollten auf der Grundlage der Schrift und der lutherischen Bekenntnisse „Kern, Licht und Salz“ in den Gemeinden sein.
Näherhin versteht Löhe die Mission als „die Eine Kirche Gottes in ihrer Bewegung“ und damit als „die Verwirklichung Einer allgemeinen, katholischen Kirche“. Ihr Ziel ist die Verbreitung des Evangeliums „‚soweit die Wolken gehen‘ und die Lüfte wehen“. Somit werde „eine Kirche aller Völker“ gesammelt und das „Werk Gottes in der letzten Stunde der Welt“ erfüllt.
Löhe erwog zeitweilig, die Landeskirche zu verlassen und eine lutherische Freikirche zu gründen.
Als Löhe 1872 verstarb, hinterließ er ein umfangreiches Werk sowohl als Publizist wie als Gründer von Institutionen.
In Neuendettelsau dokumentiert ein Löhe-Zeit-Museum sein Wirken. In seinem Geburts- und Elternhaus in Fürth befindet sich ein Gedenkraum mit einer Ausstellung zu Wilhelm Löhe.

## Wilhelm-Löhe-Schule Nürnberg
Von der Gründung 1901 bis zur Erweiterung des Schulgebäudes in der Rollnerstraße hieß die Schule ganz offiziell: „Höhere Mädchenschule der evangelisch-lutherischen Diakonissenanstalt Neuendettelsau mit Erziehungsinstitut zu Nürnberg“. Am 20. Februar 1932 wurde dann das Schulgebäude unter dem Namen „Wilhelm-Löhe-Schule“ feierlich eingeweiht. Primär wollte man durch diese Namensgebung den Neuendettelsauer Diakonissen ein Dankeszeichen setzen. Diese hatten ganz im Sinne Löhes auf dringende Bitten aus Nürnberg die Gründung der Schule gewagt. Doch vor allem konnte sich die Schule mit den Idealen, Gedanken und Ideen Löhes identifizieren, besonders mit seiner Auffassung von Schule und ihrem Zweck.

## Wilhelm-Löhe-Hochschule Fürth
Wilhelm Löhe ist Namenspatron der 2012 durch die damalige Diakonie Neuendettelsau gegründeten „Wilhelm Löhe Hochschule“ in Fürth.

## Gedenktag
Folgende Kirchen erinnern am 2. Januar an Wilhelm Löhe:
- Evangelische Kirche in Deutschland (im Evangelischen Namenkalender)[14]
- Evangelisch-Lutherische Kirche in Amerika
- Lutherische Kirche – Missouri-Synode

## Wilhelm-Löhe-Medaille
Seit 2008, dem 200. Geburtsjahr von Wilhelm Löhe, wird von der Löhe-Kultur-Stiftung eine Medaille an Personen verliehen, die sich um sein Werk und seine Person verdient gemacht haben.

### Bibliographie
- Dietrich Blaufuß, Werner Raupp u. a.: Wilhelm Löhe, in: Schmidt, Heiner (Hrsg.): Quellenlexikon zur deutschen Literaturgeschichte. Bibliography of German Literary History. Bd. 19. Duisburg: Verlag Pädagogische Dokumentation 1999, 243-255 [bearb. von] siehe auch Quellenlexikon im Netz.
- Carl Eugen Schmidt: Wilhelm Löhe – Zur Feier seines 100-jähr. Geburtstages, in: Der Friedensbote – Kirchliches Volksblatt für evangelische Gemeinden Augsburgischen Bekenntnisses Teil I: XI. Jahrgang Nr. 8 vom 1. März 1908, S. 64–66; Teil II: XI. Jahrgang Nr. 9 vom 15. März 1908, S. 73–74; Teil III (Schluss): XI. Jahrgang Nr. 10 vom 29. März 1908, S. 78–80.

### Primärtexte

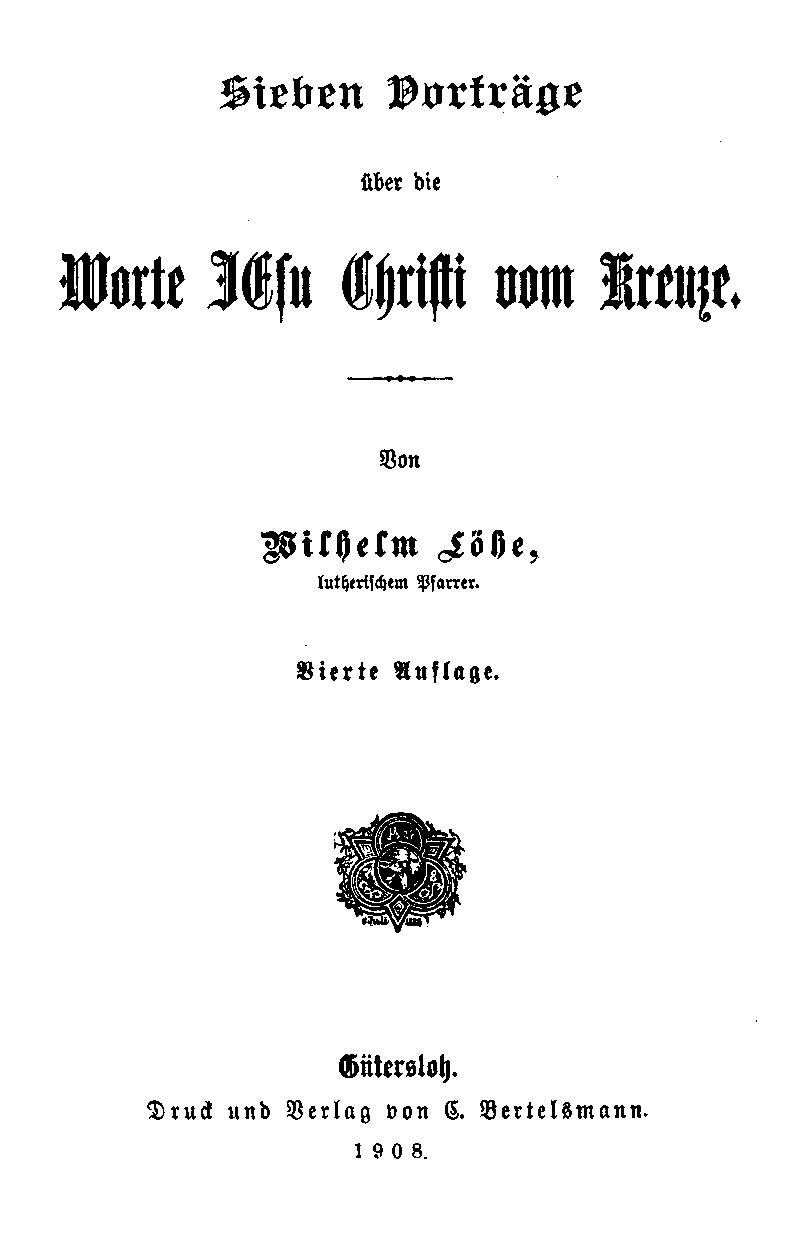
Titelseite einer Veröffentlichung Wilhelm Löhes

- Sabbat und Vorsabbat – Eine Anleitung zur Stille und zum Gebet, Linea Bad Wildbad, 2009, ISBN 978-3-939075-27-1.
- Gesammelte Werke, hg. v. Klaus Ganzert, Bd. 3,1–7,2 (10 Bde.), Neuendettelsau 1951–1966.
- Gesammelte Werke, hg. v. Klaus Ganzert, Bd. 1–2 (Briefe), Neuendettelsau 1985–1986.
- Gesammelte Werke. Ergänzungsreihe, hg. v. der Gesellschaft für Innere und Äußere Mission im Sinn der lutherische Kirche, Bd. 1: Abendmahlspredigten (1866), hg. v. Martin Wittenberg, Neuendettelsau 1991. ISBN 978-3-86540-157-1. Bd. 2 [zugleich Arbeiten zur Kirchengeschichte Bayerns 86]: Wilhelm Löhe und seine Zeit (1908), von Hermann Bezzel, hg. von Helmut Baier und Rudolf Keller. Neuendettelsau-Nürnberg 2008.
- Studienausgabe, hg. v. Dietrich Blaufuß, Bd. 1: Drei Bücher von der Kirche (1845), hg. von Dietrich Blaufuß. Neuendettelsau 2006, ISBN 978-3-86540-016-1. Bd. 2: Vorschlag zur Vereinigung lutherischer Christen für apostolisches Leben. Sammt Entwurf eines Katechismus des apostolischen Lebens (1848), hg. v. Dietrich Blaufuß, Neuendettelsau 2011, ISBN 978-3-86540-098-7.
- Werner Raupp (Hrsg.): Mission in Quellentexten. Geschichte der Deutschen Evangelischen Mission von der Reformation bis zur Weltmissionskonferenz Edinburgh 1910, Erlangen/Bad Liebenzell 1990 (ISBN 3-87214-238-0 / 3-88002-424-3), S. 283-286 (Drei Bücher von der Kirche).

### Sekundärliteratur
- Rüdeger Baron: Löhe, Johann Konrad Wilhelm, in: Hugo Maier (Hrsg.): Who is who der Sozialen Arbeit. Freiburg : Lambertus, 1998, ISBN 3-7841-1036-3, S. 367f.
- Judith Lena Böttcher: Löhe's conception of the deaconess office, in: Judith Lena Böttcher: Vowed to Community of Ordained to Mission? Aspects of separation and integration in the Lutheran Deaconess Institute Neuendettelsau, Bavaria, Forschungen zur Kirchen- und Dogmengeschichte Band 114 (edt. Volker Henning Drecoll and Volker Leppin), Vandenhoeck&Ruprecht Göttingen 2018, S. 100–133.
- Blaufuß, Dietrich: Wilhelm Löhe. Erbe und Vision. Gütersloh 2009.
- Deinzer, Johannes: Löhes Leben, 3 Bände, Neuendettelsau 1872/1880/1892.
- Endraß, Elke: Wilhelm Löhe. Wie der Diakonissenvater Frömmigkeit, Nächstenliebe und Management in Einklang brachte, Berlin 2012, ISBN 978-3-88981-340-4.
- Klaus Ganzert: Löhe, Wilhelm. In: Neue Deutsche Biographie (NDB). Band 15, Duncker & Humblot, Berlin 1987, ISBN 3-428-00196-6, S. 35 f. (Digitalisat).
- Geiger, Erika: Wilhelm Löhe, Leben – Werk – Wirkung, Neuendettelsau 2003, ISBN 3-7726-0244-4
- Hebart, S.: Wilhelm Löhes Lehre von der Kirche, ihrem Amt und Regiment, Neuendettelsau 1939.
- Heintzen, E. H.: Wilhelm Löhe and the Missouri Synod, St. Louis, MO [u. a.]: Concordia Publ. House, 1973.
- Liebenberg, Roland: Wilhelm Löhe (1808–1872). Stationen seines Lebens. Leipzig: Evangelische Verlagsanstalt 2011. ISBN 978-3-374-02991-4.
- Müller, Gerhard: Wilhelm Löhe, in: Martin Greschat (Hg.), Gestalten der Kirchengeschichte, Bd. 9/2, 1985, 71-86.
- Schönauer, Gerhard: Kirche lebt vor Ort. Wilhelm Löhes Gemeindeprinzip als Widerspruch gegen kirchliche Grossorganisation; 1990 (dazu R. Keller 1992, D. Blaufuß 1994).
- Schoenauer, Hermann: Wilhelm Löhe (1808–1872): Seine Bedeutung für Kirche und Diakonie, Stuttgart 2008.
- Frank Schumann: Löhe, Johann Konrad Wilhelm. In: Biographisch-Bibliographisches Kirchenlexikon (BBKL). Band 5, Bautz, Herzberg 1993, ISBN 3-88309-043-3, Sp. 163–167 (Artikel/Artikelanfang im Internet-Archive).
- Stempel-de-Fallois, Anne: Das diakonische Wirken Wilhelm Löhes, Stuttgart 2001, ISBN 3-17-016266-7.
- Weber, Christian: Missionstheologie bei Wilhelm Löhe: Aufbruch zur Kirche der Zukunft. Gütersloh: Gütersloher Verlagshaus 1996, ISBN 3-579-00138-8.
- Wittenberg, Martin: Löhe und die Juden, Neuendettelsau 1954.